# Gare Marítima de Alcântara

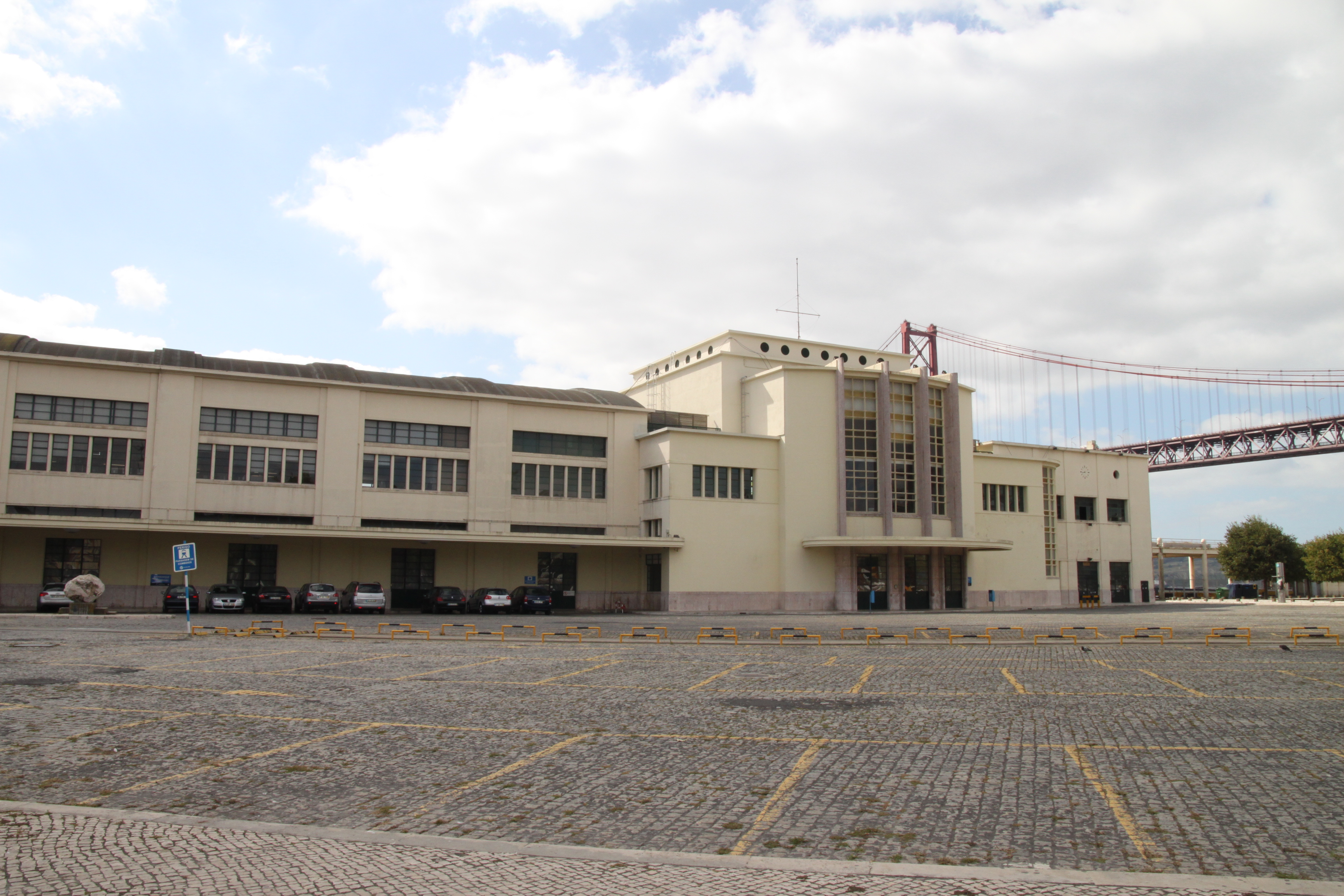
Fachada principal da Gare Marítima de Alcântara

A Gare Marítima de Alcântara localizada na freguesia de Estrela, em Lisboa, é um edifício portuário junto à foz do Rio Tejo. Também designada por Estação Marítima de Alcântara, foi projectada pelo arquitecto Pardal Monteiro e edificada em 1943, no âmbito da modernização dos portos que servem Lisboa.
A 17 de Julho de 1943 foi inaugurada a Gare Marítima de Alcântara com a simples cerimónia de recepção a um navio de refugiados, uma vez que a situação de guerra existia em quase toda a Europa assim o impunha. Embora a gare não se encontrasse ainda totalmente concluída, oferecia, porém, melhores condições de embarque e desembarque do que as verificadas naquela época. De facto, com a chegada do navio Serpa Pinto, vindo da Filadélfia, com 253 passageiros a bordo, na sua maioria súbditos ingleses refugiados de guerra, inicia-se uma importante faceta na vida do Porto de Lisboa.
Esta Gare foi classificada pela Portaria n.º 740-FC/2012 como Monumento de Interesse Público.

## História
O Porto de Lisboa teria que transformar-se, assim, num verdadeiro cais da Europa para passageiros e para malas postas da navegação marítima.
São, então tomados os primeiros passos para a construção das gares marítimas, à luz do conceito de que uma estação marítima – que é o local onde os visitantes estabeleciam os primeiros contactos com o país- deveria proporcionar ao estrangeiro que desembarcava uma boa impressão, através do que lhe fosse disponibilizado em conforto, comodidade e grandeza, tudo isto funcionando como importante veículo de uma imagem que se pretendia fosse de processo.
Em 1939, foi entregue ao arquiteto Porfírio Pardal Monteiro a tarefa de executar o traçado das gares, sendo a primeira a construir a de Alcântara. Tratando-se da primeira obra do género em Portugal procuraram os responsáveis dedicar-lhe toda a atenção no sentido de que a obra satisfizesse as condições arquitectónicas que lhe seriam necessárias como porta de entrada em Portugal.
Para a elaboração do projeto da gare marítima de Alcântara foi fornecido pela administração portuária de então um esquema de programa que incluía os serviços essenciais a instalar numa estação marítima. Fez-se um estudo comparado dos elementos desse programa com os das plantas de várias estações do estrangeiro, umas acabadas à época, outras em acabamento, tais como as estações marítimas de Cherburgo e Havre em França, Génova e Trieste, em Itália e algumas da América do Norte como a de Los Angeles.

## Projecto
Pardal Monteiro procurou um esquema arquitectónico marcado pela escala dos volumes e pela justa expressão de todos os elementos da estrutura. O equilíbrio de todas as partes da composição, a relação entre os cheios e os vazios foi escrupulosamente observadas no intuito de realizar uma obra harmoniosa e correta. O arquiteto defendia para si que a arquitetura tendia nitidamente para a expressão de pureza que não conhecera nos últimos séculos, precisamente porque se baseava na lógica da construção, e o certo seria, a imposição da construção de Pardal Monteiro naquela altura pela presença das suas formas modernistas, valorizadas pelos magníficos painéis a fresco com que Almada Negreiros decorou, anos mais tarde no átrio do segundo piso.
O nome de dois vultos ligados à arte portuguesa contemporânea, reunidos numa mesma obra, faz da gare marítima de Alcântara uma das construções modernas que engradece o património de Lisboa e do seu porto.

## Estrutura da gare
A sua estrutura é feita em betão armado e dispõe de um piso térreo e de um piso superior. Ao nível do piso superior, do lado do rio, existe um passadiço ou terraço apoiado em colunas. Esse terraço tem um comprimento bastante maior do que o edifício propriamente dito.

### Salão
Em 1945, na sala de espera da gare, foram inaugurados oito frescos (dois trípticos - Nau Catrineta de 1944 e Quem não viu Lisboa não viu coisa boa de 1943 - e duas pinturas isoladas) de autoria de Almada Negreiros.

## Galeria

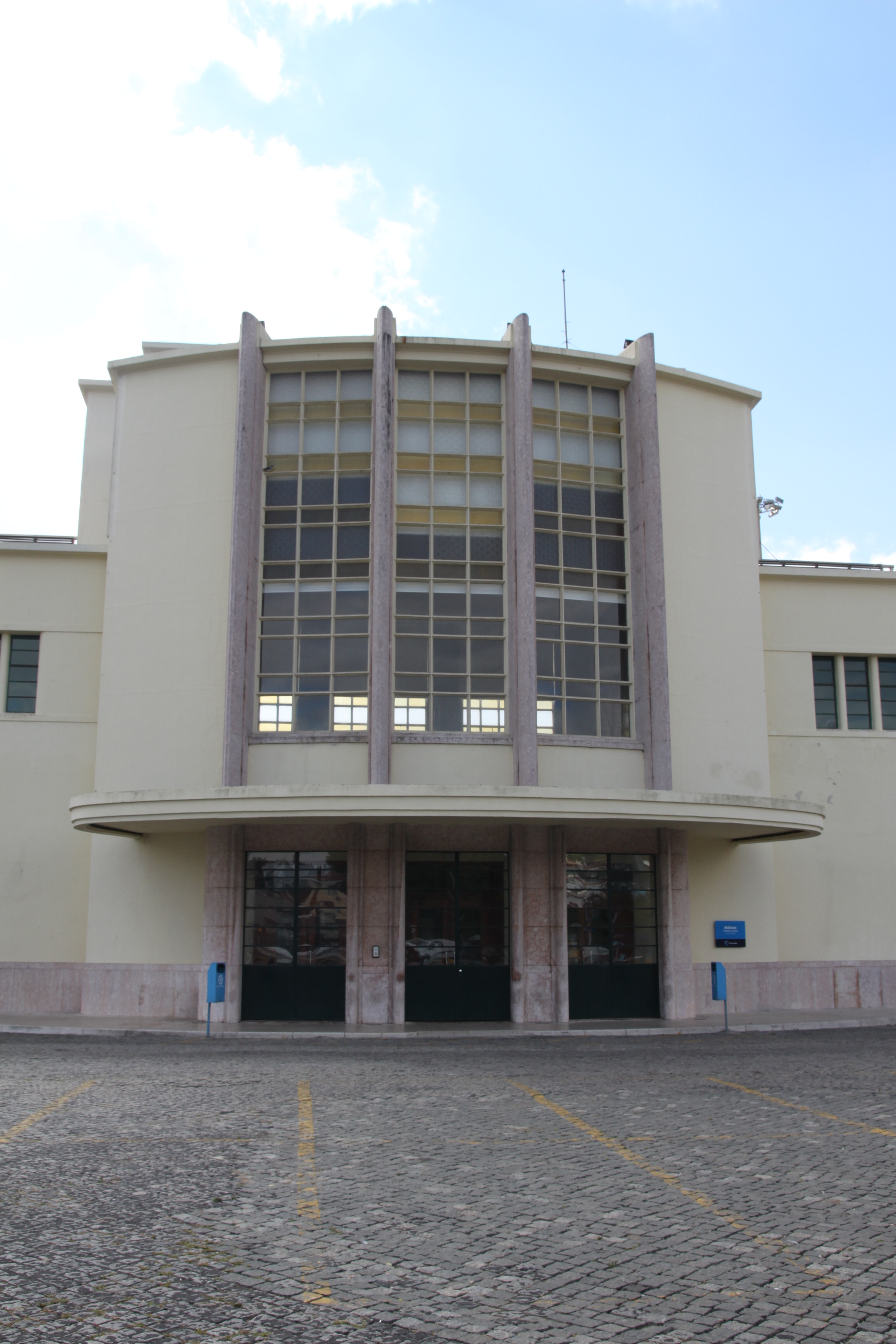
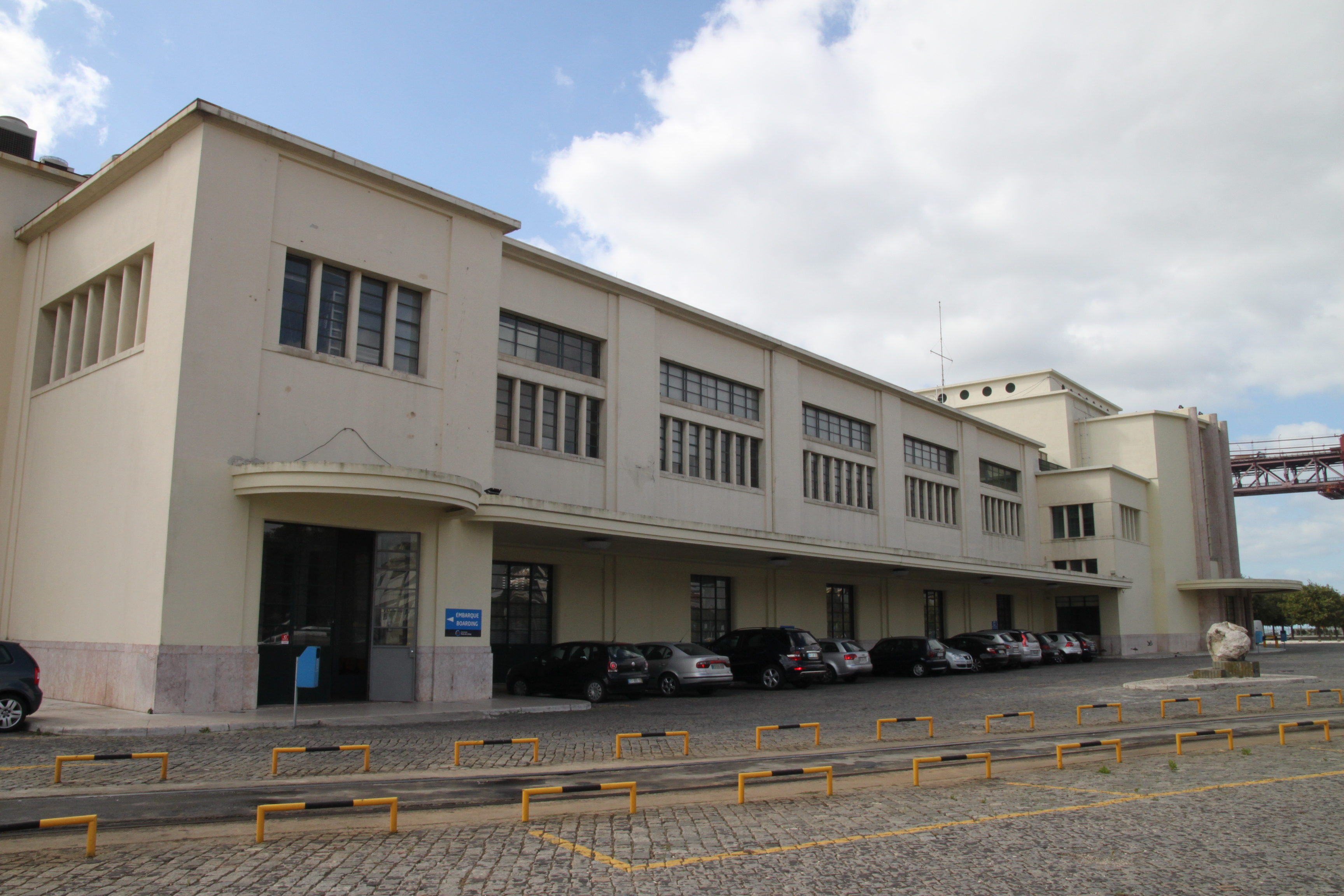
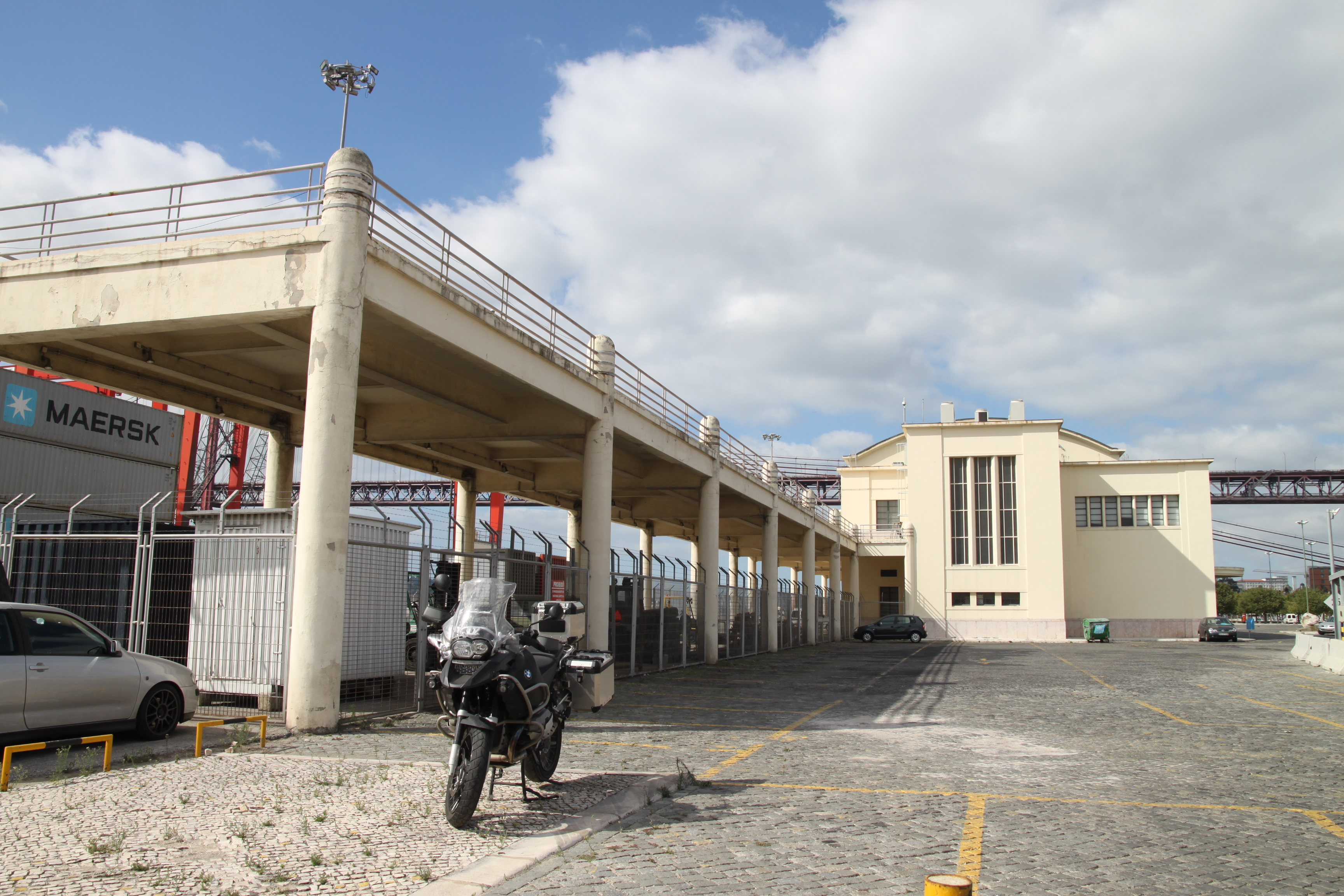
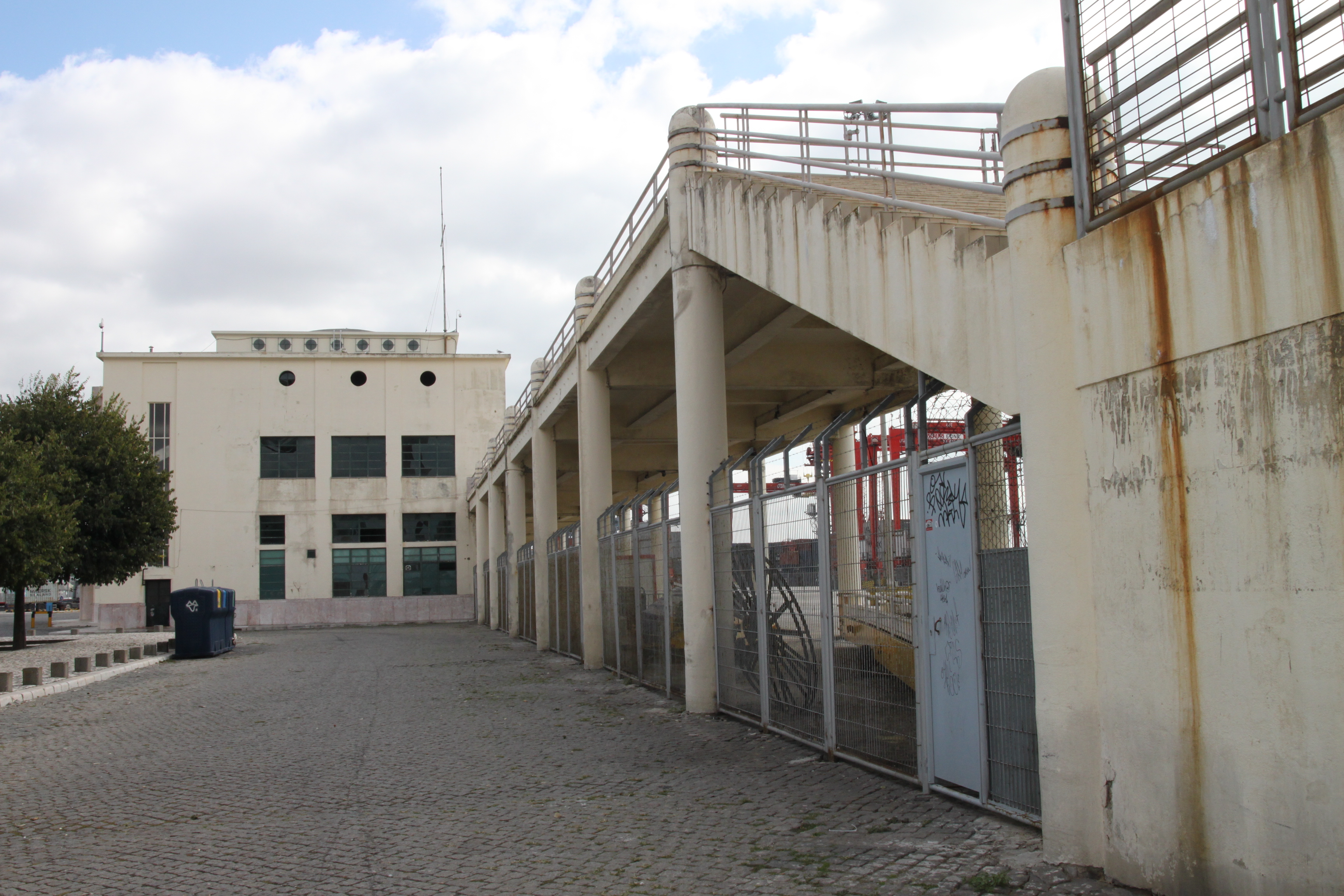
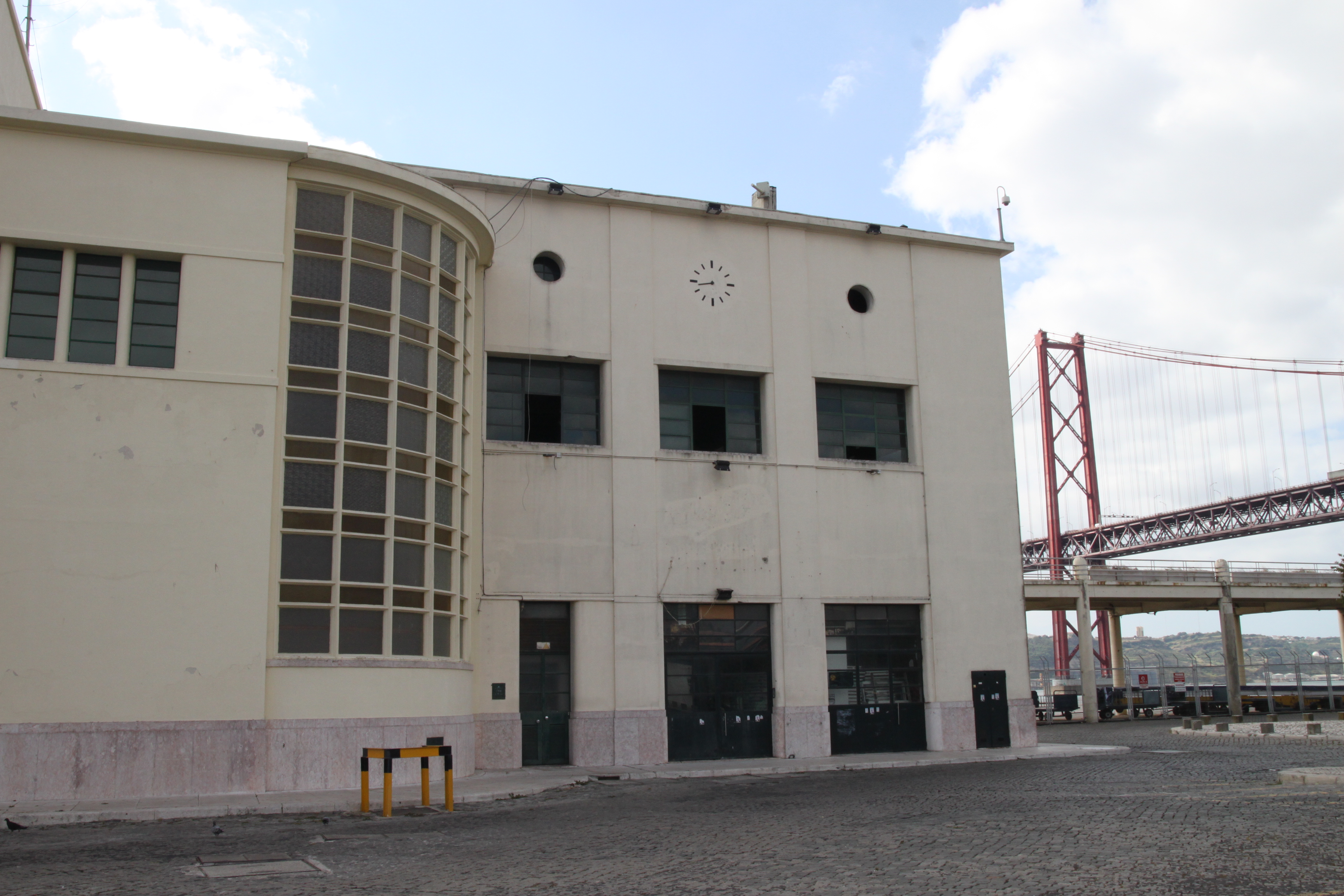